# Лямин, Николай Николаевич
Никола́й Никола́евич Ля́мин (1892—17 октября 1942) — советский литературовед, библиотекарь.

## Биография
Николай Лямин родился в 1892 году в Москве в известной купеческой семье Ляминых; был потомственным почётным гражданином.
Окончил гимназию, в 1915 году окончил историко-филологический факультет Московского университета, где специализировался по западноевропейской литературе. Однокурсником и другом Лямина был Павел Попов — младший брат авангардистки Любови Поповой. После окончания университета Николай Лямин был оставлен в нём для приготовления к профессорскому званию.
В 1910-е годы Лямин женился на Александре Прохоровой из не менее известной чем ляминская купеческой семьи Прохоровых.
В начале 1920-х годов женился на приехавшей из Петрограда художнице Наталии Ушаковой.
В 1923—1930 годах Николай Лямин работал в Государственной академии художественных наук (ГАХН), где заведовал кабинетом теоретической поэтики (другое название — терминологический кабинет). Под началом Лямина в ГАХН также работал Павел Попов. Одновременно с работой в ГАХН Лямин был библиотекарем библиотеки Высшего совета народного хозяйства (ВСНХ). После закрытия ГАХН осенью 1930 года Лямин, уйдя также из библиотеки ВСНХ, стал заведующим библиотекой Наркомата Рабоче-крестьянской инспекции РСФСР (НК РКИ).
Осенью 1931 года Николай Лямин был задержан в рамках кампании по изъятию у населению валюты и ценностей и около двух недель провёл в тюрьме. Валюты и ценностей у Лямина не нашли, и он был отпущен. Впечатления Лямина об этом случае, рассказанные Булгакову, послужили основой для истории сна Никанора Ивановича Босого в романе «Мастер и Маргарита». По свидетельству Елены Булгаковой, Лямин был первым, кому Булгаков в сентябре 1933 года прочитал раннюю редакцию главы романа о валютчиках.
После работы в библиотеке НК РКИ Николай Лямин организовал и стал заведующим библиотекой Академии коммунального хозяйства. В январе 1936 года Лямин получил должность учёного секретаря Государственной библиотеки СССР имени В. И. Ленина, но был очень быстро уволен из-за доноса, в котором обвинялся в политической неблагонадёжности, после чего устроился в библиотеку Всесоюзной Академии архитектуры.

## Первый арест и заключение
Арестован 28 марта 1936 года. Обвинён в проведении «антисоветской агитации и пропаганды». Приговорён к 3 годам содержания в концентрационных лагерях. Срок отбывал на Воркуте, в посёлке Чибью Ухтпечлага (позже — город Ухта). Освобождён досрочно в начале февраля 1939 года с запрещением проживания в Москве, Ленинграде и других крупных городах СССР. Поселился в Калуге, работал учителем немецкого языка в местной школе.

## Второй арест и гибель
После начала Второй мировой войны на территории СССР был снова арестован и повторно обвинён в проведении антисоветской агитации. В марте 1942 года осуждён на 8 лет концлагерей. Погиб от истощения и невыносимых условий содержания в Саратовской тюрьме НКВД 17 октября 1942 года.

### Семья
- Дед — Иван Артемьевич Лямин.
- Отец — Николай Иванович Лямин.
- Первая жена — Александра Сергеевна Прохорова[1], впоследствии жена В. Э. Морица.
- Вторая жена (с начала 1920-х годов) — Наталия Абрамовна Ушакова (1899—1990), советская художница, фотограф[1].

## Дружба с Михаилом Булгаковым
В 1925 году на повести «Дьяволиада» Булгаков надписал инскрипт Лямину: «Настоящему моему лучшему другу Н. Н. Лямину».